# Cardamine balnearia
Cardamine balnearia är en korsblommig växtart som beskrevs av Paul Carpenter Standley och Julian Alfred Steyermark. Cardamine balnearia ingår i släktet bräsmor, och familjen korsblommiga växter. Inga underarter finns listade i Catalogue of Life.